# Melle (Olaszország)
Melle (piemontiul: Ël Mél, okcitánul: Lou Mel) település Olaszországban, Piemont régióban, Cuneo megyében. Lakosainak száma 300 fő (2023. január 1.). Melle Brossasco, Cartignano, Roccabruna, San Damiano Macra, Busca és Frassino községekkel határos.

## Népesség
A település lakossága az elmúlt években az alábbi módon változott:
| Lakosok száma | 295  | 295  | 300  |
|               | 2017 | 2018 | 2023 |